# 더 윈드실드 와이퍼
더 윈드실드 와이퍼(The Windshield Wiper)는 스페인에서 제작된 알베르토 미엘고 감독의 2021년 애니메이션, 멜로/로맨스 영화이다. 레오 산체스 바보사 등이 제작에 참여하였다.
제94회 아카데미상 시상식에서 아카데미 단편 애니메이션상을 수상했다.